# نيكول (اسم)
نيكول (بالإنجليزية: Nicole)‏ هو اسم شخصي واسم عائلي، يعود أصله إلى اسم نيكولاس ذي الأصل اليوناني ومعناه الأشخاص المنتصرون، هذا الاسم له شعبية كبيرة في الغرب.

## الشخصيات
- نيكول شيرزينغر مغنية أمريكية وإحدى عضوات فرقة ذا بوسيكات دولز.
- نيكول كيدمان ممثلة أسترالية.
- نيكول سابا مغنية وممثلة لبنانية.
- نيكول مغنية تشيلية.
- نيكول غال اندرسون ممثلة أمريكية.
- نيكول إيجيرت ممثلة أمريكية.
- نيكول هولوفسنر مخرجة أمريكية.
- نيكول بوليتزي مصارعة أمريكية.
- نيكول جانغ مغنية أمريكية كورية جنوبية.
- نيكول فايديسوفا لاعبة كرة مضرب تشيكية.
- نيكول أبهوف فارسة أولمبية ألمانية.
- نيكول أورسمه فيلسوف ورياضياتي فرنسي.
- نيكول تنوري مذيعة لبنانية.
- نيكول ريتشي مصممة أزياء أمريكية.
- نيكول راينهارد مدفة قوارب كانوي ألمانية.
- نيكول فونتين سياسية فرنسية.
- نيكول فاريا عارضة أزياء هندية.